# Heteromma decurrens
Heteromma decurrens là một loài thực vật có hoa trong họ Cúc. Loài này được (DC.) O.Hoffm. mô tả khoa học đầu tiên.